# Conservatoire de musique de Harbin
 (mai 2019).
Le Conservatoire de musique de Harbin (chinois : 哈尔滨音乐学院) est le conservatoire de musique fondé en 2016 à Harbin, dans le Heilongjiang en Chine. Il est connu pour les coopérations régionales et internationales notamment avec les écoles russes.

## Histoire
Le conservatoire est créé par le décret du ministère de l'éducation chinois le 1er mars 2016. Les enseignants de la faculté de musique de l'Université normale de Harbin sont intégrés à ce conservatoire consacré aux musiques.